# Indemnité kilométrique vélo
Pour les articles homonymes, voir IKV.
L'indemnité kilométrique vélo (ou IKV) est une indemnité versée par l’employeur aux salariés qui utilisent un vélo pour leurs déplacements domicile-travail, à hauteur du nombre de kilomètres parcourus. 
Cette indemnité vise à encourager le vélo en tant que mode de transport.
L'indemnité kilométrique vélo est de 0,25 €/km en France et de 0,35 €/km en Belgique. Elle bénéficie dans ces deux pays d'un dispositif d'exonération de cotisations sociales pour les employeurs et d'impôt sur le revenu pour les salariés.

## Aux Pays-Bas
Depuis 1995 les employeurs peuvent verser à leurs salariés une indemnité kilométrique non imposable. Plusieurs autres mesures fiscales encouragent l'utilisation du vélo à des fins professionnelles : tout employeur achetant un « vélo de  société » pour un employé peut dans certaines conditions déduire le montant de cet achat de ses bénéfices.

## En Belgique
Depuis la loi du 08 août 1997, une « indemnité pour frais de déplacements à bicyclette » peut être accordée par les employeurs à leurs salariés qui viennent travailler à vélo. Elle ne concerne que les trajets domicile-travail mais peut être cumulée avec d'autres indemnités perçues pour le remboursement de frais de transport en commun. Elle n'est pas obligatoire. Elle est exonérée d’impôt sur les revenus à concurrence de 0,35 €/km (limité à 3 500 € par an) depuis janvier 2024.

## En France
En 2002, une proposition de loi inspirée par les retours d'expérience des Pays-Bas et de la Belgique vise, parmi de nombreuses mesures destinées à favoriser l'usage du vélo comme mode de déplacement, à instituer un remboursement par l’employeur des « frais afférents aux déplacements à bicyclette sur le trajet domicile-lieu de travail et aux déplacements effectués dans l'exercice de l'activité professionnelle, y compris l'intégralité des frais exposés en vue de la mise à disposition de la bicyclette. ».
Cette proposition n'est pas retenue.
À la suite du plan national vélo de janvier 2012 et après une simulation économique sur un projet d'indemnité puis une expérimentation, menée par 18 entreprises volontaires représentant 8 000 salariés, ayant conclu à une « multiplication par plus de deux du nombre d'usagers vélo, en passant de 200 personnes déclarées comme ayant une pratique régulière avant la mise en place de l'IK à 419 personnes lors de l'expérimentation », et à une « augmentation de la part modale de l’ordre de 50 % », la loi relative à la transition énergétique pour la croissance verte l'a introduite dans le droit de l'environnement.
Le texte de la loi prévoyait qu'elle soit obligatoire. Elle a ensuite été rendue facultative et uniquement dédiée au secteur privé. Versée par l’employeur, elle a été fixée par décret (février 2016) à 25 centimes/km pour le secteur privé, et « le montant cumulé des indemnités perçues, exonéré d'impôt et de cotisations sociales, est plafonné dans la limite de 200 €/an », correspondant à une distance domicile-travail d'environ 2 kilomètres. Au-delà l'indemnité n'est pas versée, sauf si l'entreprise décide de verser plus, mais l'exonération de cotisations sociales pour l'employeur et de l'imposition sur le revenu pour le salarié s'arrête à 200 euros.
Un « observatoire de l'indemnité kilométrique vélo », mis en place par le Club des villes et territoires cyclables et l'Ademe, a commencé une liste des entreprises qui appliquent volontairement ce dispositif.
L'extension de l'IKV aux salariés du secteur public est réclamée à de nombreuses reprises par les associations et les parlementaires. Depuis septembre 2016 une expérimentation permet à une partie du secteur public de bénéficier d'une « prise en charge de tout ou partie des frais engagés pour leurs déplacements à vélo ou à vélo à assistance électrique entre leur résidence habituelle et leur lieu de travail » : un décret du 31 août 2016 permet aux agents des ministères de l'Environnement, du Logement et des établissements publics qui en dépendent de la tester expérimentalement. 
Le fonctionnaire n'y a droit qu'à partir d'un parcours de un kilomètre/jour « pendant au moins les trois quarts du nombre de jours de travail annuel de l'agent », et l'indemnité est limitée à 200 euros/an/agent.
Elle peut compléter un abonnement de transport collectif ou de location de vélo (si les trajets concernés diffèrent ou s'il s'agit d'un rabattement). Le versement est mensuel (égal à un 12e du montant annuel).
Selon un bilan d'étape publié le 1er mars 2018, la mesure a permis une augmentation de 25 % du nombre d’agents utilisant quotidiennement ou quasi quotidiennement leur vélo pour se rendre au travail.
Dans le cadre du Projet de loi d'orientation des mobilités, l'IKV est destinée à être remplacée par un Forfait de mobilité durable à compter du 1er janvier 2020. Ce forfait est étendu à la pratique du covoiturage et il sera étendu à la fonction publique d'État avec un plafond de 200€/an (contre 400€/an pour le secteur privé).

### Le point de vue des associations
La Fédération française des usagers de la bicyclette (FUB) « prend acte de cette ouverture », mais constate « la timidité de la mesure, qui ne concerne qu'une petite partie des salariés du public » et regrette « que les personnels des autres ministères, comme ceux relevant des collectivités territoriales ou de la fonction hospitalière, demeurent à l'écart de cette IKV », car « c'est l'effet de masse de l'application d’une telle disposition d'intérêt général qui lui donnera tout son sens ».

### Limites
En France le nombre d'entreprises volontaires est resté faible : selon la première évaluation de l'Ademe, seulement 5 % de pratiquants de l'autosolisme (utilisation solitaire d'une voiture) ont migré vers le vélo ; ceux qui ont utilisé le vélo étaient essentiellement des utilisateurs des transports en commun et/ou du covoiturage.